# Felsham
Felsham – wieś w Anglii, w hrabstwie Suffolk, w dystrykcie Mid Suffolk. Leży 25 km na północny zachód od miasta Ipswich i 101 km na północny wschód od Londynu. Miejscowość liczy 420 mieszkańców.